# Laveraët
Laveraët är en kommun i departementet Gers i regionen Occitanien i sydvästra Frankrike. Kommunen ligger i kantonen Marciac som tillhör arrondissementet Mirande. År 2022 hade Laveraët 102 invånare.

## Befolkningsutveckling
Antalet invånare i kommunen Laveraët
Referens:INSEE